# Wesmaelius tuofenganus
Wesmaelius tuofenganus är en insektsart som först beskrevs av C.-k. Yang et al in Huang et al. 1985.  Wesmaelius tuofenganus ingår i släktet Wesmaelius och familjen florsländor. Inga underarter finns listade i Catalogue of Life.